# Прапор Нью-Мексико
Прапор Нью-Мексико (англ. Flag of New Mexico) — один з державних символів американського штату Нью-Мексико. Нинішній варіант був прийнятий 15 березня 1925 року. Являє собою історичний символ Сонця, що використовувався індіанцями Зіа, на жовтому полі. Жовтий і червоний кольори прапора відповідають історичному військовому іспанському прапору «бургундський хрест», який використовували конкістадори за часів завоювання території Нью-Мексико в XVI столітті.

## Опис прапора
Прапор являє собою прямокутник жовтого кольору, ширина якого становить 2/3 від довжини (пропорції 2:3). У центрі прапора розташований стародавній символ Сонця індіанців Зіа червоного кольору. Розмір символу 1/3 від довжини прапора. Діаметр центрального кола символу Сонця 1/3 від ширини усього символу. Від центрального кола відходять чотири групи променів по чотири промені в кожній. Групи розташовані рівномірно з чотирьох сторін по вертикалі й горизонталі. Промені в кожній групі паралельні, два внутрішніх промені довше зовнішніх на 1/5 довжини. Кольори прапора в Законі названі «старі іспанські кольори».
Закон штату наказує використання прапора у всіх заходах, в яких офіційно і публічно представлений штат. Вітати прапор слід словами салюту: «I salute the flag of the state of New Mexico, the Zia symbol of perfect friendship among united cultures» («Я салютую прапору штату Нью-Мексико, символу Зіа справжньої дружби об'єднаних культур»).

## Історія
Протягом перших 14 років з моменту створення 6 січня 1912 року штат Нью-Мексико не мав офіційно затвердженого прапора. На всесвітній виставці 1915 року в Сан-Дієго у спеціальному залі були виставлені прапори штатів США та країн-учасників. Від Нью-Мексико був виставлений неофіційний прапор. Він являв собою блакитне поле, у верхньому лівому кутку був розташований прапор США, у лівому нижньому — герб штату, а в центрі був виконаний срібними літерами та цифрами текст «New Mexico» і «47» (що означало 47-й штат США). Багато джерел вказують також, що навколо герба штату був напис «The Sunshine State» (Сонячний штат).
В 1920 році жіноча громадська організація «Дочки Американської Революції» запропонувала розробити оригінальний прапор штату. Конкурс на найкращий малюнок прапора виграв Гаррі П. Міра (Dr. Harry P. Mera), археолог з Санта-Фе. Він був одним з фахівців по символіці індіанців Зіа. Символ сонця був знайдений в кінці XIX століття в Зіа-Пуебла і вважається, що має священне значення для індіанців Зіа. Чотири групи по чотири промені також мають глибокий сенс Циклу Життя: чотири вітри, чотири сезони, чотири напрямки, чотири священних борги. Число чотири є священним для Зіа. Малюнок Г. Міра використовується з 1925 року дотепер як офіційний прапор штату Нью-Мексико.

## Оцінка прапора
Північно-Американська вексилологічна асоціація (NAVA) у дослідженні 2001 року визнала прапор штату Нью-Мексико найкращим за дизайном серед всіх штатів США і провінцій Канади.

## Галерея

Бургундський хрест, військовий прапор Іспанії при королі Філіпі II